# 互
『互』（ご）は、鈴村健一のコンセプトミニアルバム。2012年8月22日にLantisから発売された。

## 概要
前作『CHRONICLE to the future』から約1年5ヶ月ぶりのリリースとなるアルバム。歌手活動5周年作ということもあり、収録曲を5つに分け、5人のキャラクターの視点で描いたコンセプトアルバムとなっている。タイトルの「互」は、「5周年」から付けられたもので、鈴村がシャワーを浴びている時に閃かれた。

## 収録曲
（全作詞：鈴村健一）
1. ポジティヴマンタロウ [4:36] 
作曲・編曲：渡辺拓也
「ポジティヴマン」のタイトルで 全トラックの中で最初に書かれた曲だが、鈴村の発想で「タロウ」が付けられた[1]。
2. CHAPPY [4:57] 
作曲・編曲：野井洋児
犬の視点で書かれており、鈴村の飼っているメス犬「アイビー」に自身の願望を重ねている。タイトルの「CHAPPY」は、鈴村が犬を見ると「チャッピー」と呼ぶ癖から付けられた[1]。
3. ロスト [5:11] 
作曲・編曲：lotta
4. Destination [4:36] 
作曲：渡辺拓也、編曲：渡辺拓也、ストリングスアレンジ：菊谷知樹
「完璧主義者の人物」をイメージした曲[1]。
5. Analog Fighter [5:10] 
作曲：lotta、編曲：lotta、ストリングスアレンジ：菊谷知樹
年をとることへの疑問がテーマとなっている[1]。

DVD
1. 互（Music Clip）